# Medicamento prefabricado
El medicamento prefabricado es el medicamento que no se ajusta a la definición de especialidad farmacéutica y que se comercializa en una forma farmacéutica que puede utilizarse sin necesidad de tratamiento industrial y al que la autoridad farmacéutica otorgue autorización e inscriba en el registro correspondiente.